# 宗学院
宗学院（しゅうがくいん）は、浄土真宗本願寺派本願寺内にある真宗学の総合的研究、真宗教学・教義安心の研究施設である。本科と別科の課程が設置されている。

## 概要
是山惠覚・花田凌雲の発案により、大正13年（1924年）10月頃に佐々木鉄城・大江淳誠らが研究員となって始まり、大正14年（1925年）4月に正式に発足した。平成14年（2002年）度からは宗学院本科に加え宗学院別科が開設された。

## 設置学科

### 本科
- 真宗教学の研究を行う、将来の教学の指導者育成の場。修了年限は、3年である。

### 別科
- 広く教義安心の研究を行う。修了年限は、1年である。

## 住所
- 〒600-8501　京都市下京区堀川通花屋町下ル　本願寺内